# Papillaria cerina
Papillaria cerina là một loài Rêu trong họ Meteoriaceae. Loài này được (Hook. & Wilson) Paris miêu tả khoa học đầu tiên năm 1896.